# Soyers
Soyers ist eine französische Gemeinde mit 68 Einwohnern (Stand 1. Januar 2022) im Département Haute-Marne in der Region Grand Est. Sie gehört zum Arrondissement Langres und zum Kanton Chalindrey. Die Bewohner werden Soyers und Soyères genannt.

## Lage
Die Gemeinde Soyers liegt 0 Kilometer östlich von Langres und ist umgeben von folgenden Nachbargemeinden:
| Chézeaux |                                             | Voisey     |
|          | Kompassrose, die auf Nachbargemeinden zeigt |            |
| Anrosey  |                                             | Guyonvelle |

## Bevölkerungsentwicklung

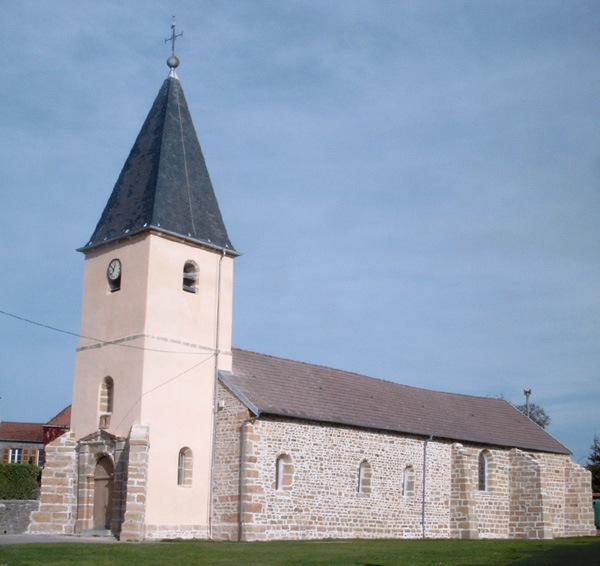
Kirche Saint-Valbert

| Jahr                       | 1962 | 1968 | 1975 | 1982 | 1990 | 1999 | 2008 | 2019 |
| -------------------------- | ---- | ---- | ---- | ---- | ---- | ---- | ---- | ---- |
| Einwohner                  | 127  | 104  | 82   | 74   | 74   | 90   | 79   | 68   |
| Quellen: Cassini und INSEE |      |      |      |      |      |      |      |      |